# Ragnvald Soma
Ragnvald Soma, né le 10 novembre 1979 à Kvernaland (Norvège), est un footballeur international norvégien qui évolue au poste de défenseur au Lyngby BK.

## Biographie

### International
Le 18 août 2004, il reçoit sa première sélection en équipe de Norvège, lors du match Norvège - Belgique à l'Ullevaal Stadion (2-2). Il entre à la 63e minute à la place de Claus Lundekvam.

## Statistiques

### En sélection nationale
| Sélection | Année | Matchs | Buts |
| --------- | ----- | ------ | ---- |
| Norvège A | 2004  | 2      | 0    |
| Norvège A | 2005  | 3      | 0    |
| Total     | Total | 5      | 0    |